# あまえないでよっ!!
『あまえないでよっ!!』は、原作協力・原案：ボヘミアンK、漫画：宗我部としのりによる日本の漫画作品。ワニブックス発行の漫画雑誌『月刊コミックガム』にて連載され、2007年2月号において一旦連載が終了したが翌月2007年3月号から新シリーズ『あまえないでよっ!! MS』（あまえないでよっ!! もあすい〜と）として連載がスタート。2009年8月号にて連載終了となった。2015年から2016年にかけて、webコミック誌となった『コミックガム』において『あまえないでよっ!! R』（あまえないでよっ!! りたーんず）が連載された。
主人公が修行する尼寺を舞台に、ドタバタラブコメを展開する。
2005年7月から9月までTVアニメとして放送され、2006年1月から3月にかけて、続編『あまえないでよっ!! 喝!!』（あまえないでよっ!! かつ!!）が放送された。

## あらすじ
里中逸剛は、普通の高校1年生の少年。しかし、その春に両親から「僧として一人前になるために」と半ば厄介払いで祖母・浄徳と6人の尼僧達のいる尼寺「賽円寺」に出されてしまう。そしてこの日から逸剛自身が持つ「特殊な霊力」の解放を防ぐ為、厳しい修行と怪しい霊祓稼業、そして尼僧達からの横暴な振る舞いに耐える日々を送ることになるが、この「特殊な霊力」を巡り碩清流と争いの日々と化してしまう。

## 登場人物

### 賽円寺の関係者
里中 逸剛（さとなか いっこう）
声 - 鈴木千尋
本作の主人公。7月7日生まれ、身長169cm、賽円寺寮衆1回生、東統泉高等学校1年B組。僧として一人前になる為に、賽円寺に出された少年。6人の尼僧達に囲まれた生活をしているが、彼女達からはいささか横暴な扱いを受けている。それでも大切な仲間と思われている様子。普段はやや頼りないが、特殊な「煩悩」を持ち、若い女性の妖艶な姿を見ると覚醒（い）ってしまい賽禅上人の霊力を発現させることが出来るようになる。しかし、その副作用（エロリバウンド）で煩悩丸出し状態になってしまい、女性に不埒な行いをしようと暴走してしまう（大概は千歳や結子の鉄拳制裁で元に戻る）。巨乳好きらしく結子や陽の胸では全く反応せず、原作では萎えることもある。覚醒による副作用で周りに迷惑をかけていると思い、自分の霊力の暴発を抑えようと考えており、特に尼僧達の成長のきっかけになる事件の時には自力で押さえつけることが出来るようになる。
本人は自分の中にある強力な霊力については一切知らされておらず、霊力が暴走する前後の記憶がないため自分の霊力の凄さについては全く知らなかったのだが、聖上人供養法要において自分の中にある霊力を自覚し、それに対抗しうる力を身につけるべく賽円寺を出奔している。霊力が陰の相に傾いた時期には鼻血を吹いたり、焦ったりすることがなくなる。
MSでは第一回目から、全国行脚の修行から賽円寺に戻っている。その際に新しい能力を手にしており、自分が覚醒く前に尼僧達を覚醒かせることが出来るようになった（エロリバウンドはそのままだが）。また、切る暇がなかったらしく髪が長くなっていたが、第4法にていつもの短髪に戻った。
Rでは当初賽禅上人の霊力を失っていたが、結界が台風で飛ばされたことで復活。無印初期のようにあっさり覚醒くようになってしまった。
南部 千歳（なんぶ ちとせ）
声 - 中原麻衣
本作の正ヒロイン。11月7日生まれ、A型、賽円寺寮衆1回生、東統泉高等学校1年B組。身長163cm、サイズは上から95/58/85。人道菩薩の加護を受ける尼僧。最近になって受明灌頂を授かり、菩提の芒郭をも見せるまでに成長する。明るく真面目な性格（逸剛曰くカタブツ）で、正ヒロインゆえに、肌色（ぬぎ）率は6人の中で一番高い。勉強では理数系が苦手で化学で追試をもらうことも。逸剛に気があるらしい。原作では賽円寺の6人の中で唯一逸剛の霊力の正体について知っていたが、やがて寮生全員が知ることになる。かつて浄徳に家族を救ってもらったことがある。アニメでは村唯一のレンタルビデオ店のビデオを全て借りたと言う逸話とホラーマニアの設定が追加された。
MSでは卯月みゆきの一件で伝法灌頂を修め、霊糸纏衣（りょうしてんい）を自在にはできないが実行できるようになった。
Rでは立派な僧になる為大学に進学。成人となるが酒癖が悪い。
阿刀田 結子（あとうだ ゆうこ）
声 - 樋口智恵子
8月30日生まれ、B型、賽円寺寮衆1回生。身長156cm、サイズは上から76/56/80。修羅道菩薩の加護を受ける尼僧。伝法灌頂の段階にいる。運動神経抜群の体育会系でよく運動部（男子）の助っ人に行くが、成績は逸剛と共に最下位を争うほどよくない。短気でアバウトな所があるが、柄にもない洋服を持っているなど意外と乙女である。胸が小さいのを気にしているらしい。賽円寺に入るまに父親が蒸発して各地を転々とするなどハードな人生を送っている。原作ではかつて幼馴染であったセイジの霊を助けるために逸剛とともに悪霊の中に飛び込み、その際に自分の力を覚醒させる。
MSではそのセイジへの思いで霊糸纏衣が行えなかったが、「変わらないものなどない」ということを昔住んでいた団地が公園に変わったことで悟り、霊糸纏衣ができるようになった。この時、逸剛に好意がある事を明かす。
Rでは賽円寺を去り、賽洞宗方述特務機関蘭（アララギ）に所属する。
生稲 雛美（いくいな すみ）
声 - 川上とも子
5月12日生まれ、O型、賽円寺寮衆1回生、東統泉高等学校1年B組。身長161cm、サイズは上から88/61/87。畜生道菩薩の加護を受ける尼僧。伝法灌頂の段階にいる。6人の尼僧の中では面倒見が良く、母性がエプロンを着て歩いている（結子談）ような子。おっとりとして控えめな性格からか結子によって露出担当な役割を押しつけられることも多い。料理が得意。眉がとても太い事をよくイジられる。学校では家庭科部（原作では読経研究会にも）に所属。また方術僧としてのスキルを持ち合わせている。受明灌頂を修めるまで発情期の犬や猫に追いかけられる目にあっていたが、逸剛の助けもあってその悩みを克服した。
ある事情で実家の寺（実家も賽洞宗）に帰った際に碩清流の陰謀に巻き込まれるが、それを撃退しさらなる灌頂を修める。また、この際に6人の中で初めて霊糸纏衣を実行しており、その姿は『うる星やつら』のラムに猫耳がついた感じの姿になった。
MSではメンバーの中で唯一前シリーズ最終回から髪型が変化（多少短くなった）した。
Rでは実家に帰っている。田舎である為運転免許を修得した。
為我井 陽（すがい ひなた）
声 - 新谷良子
12月31日生まれ、B型、賽円寺寮衆準備生、東統泉中学校3年D組。身長152cm、サイズは上から74/55/78。地獄道菩薩の加護を受ける尼僧。受明灌頂の段階にいるが、伝法灌頂並の力を備える。寡黙で無表情だが、滅多にない言動に破壊力がある。自分の霊力が抑えられず（原作では銀行強盗に襲われたために、アニメでは発掘現場で悪霊に襲われたために）自分に憑いている鬼が暴れることがある。それを克服するために逸剛と供に壇陀窟（だんだくつ、壇の字は原作ではこざと偏）に入り、逸剛の助けもあってなんとか灌頂を修める。彼女の肩や頭に小さい鬼がおり、原作では最初は人並みの大きさであったが、アニメでは最初から小さい。
聖上人供養法要に参加した際に碩清流との戦いに加わり、霊糸纏衣を実行することに成功する。その姿はレザースーツに羽織を着たような感じで棍棒の様な錫杖を持った姿。その時は鬼も巨大化し、さらにはコスプレもする。
MSではさくらの後を継ぎ、東統泉高校生徒会会長に選ばれた。姉であるさくらとの関係はさらに強くなり、その状態は逸剛曰く「相互シスコン」。
為我井 さくら（すがい さくら）
声 - 寺田はるひ
10月2日生まれ、A型、賽円寺寮衆2回生、東統泉高等学校2年C組。身長168cm、サイズは上から82/57/84。餓鬼道菩薩の加護を受ける尼僧。結縁灌頂の段階にいる。厳格で責任感が強く、6人の尼僧のリーダー格で、浄徳とは信頼の強い関係にある。陽とは母の遠戚だが、陽がさくらの家に引き取られてからは姉妹同様の関係となる。その守護菩薩の影響か超大食漢で、食パンを一斤さらりと完食する程。能力が高く人望も厚いので高校で生徒会長を務める。パソコンに詳しいらしくアニメでは『Dr.さくらのお悩み相談室 浄土へGO!』という自分のサイトを持っており、そこを訪れるダメ人間を（面白半分に）諭して楽しんでいる。
自分を除く他の寮生が灌頂を授かっている中、自分のみ出遅れていることに焦り、最終手段の施餓鬼法式を行うが失敗。本来あった霊力自体も失ってしまう。そのことや陽の霊力が安定し、自分が傍にいなくても大丈夫と判断し、寺にいることの危険性なども含めて六道の乙女から身を引くが、賽円寺を出た浄徳に代わり、賽円寺住職となる。本当に頭を丸めて出家しており、最初その姿を見た賽円寺の面々は誰なのかがわからなかった。
MSでは浄徳さながらの厳しい態度で賽円寺の面々をまとめているが、陽に対してはそれまで以上に甘くなっている。
天川 春佳（あまのがわ はるか）
声 - 渡辺明乃
4月12日生まれ、O型、賽円寺寮衆2回生、東統泉高等学校2年C組、身長172cm、サイズは上から101/58/90。天道菩薩の加護を受ける尼僧。当初から伝法灌頂を授かっており、本人曰く「生まれた時から菩薩の加護を感じ取っていた」。6人の尼僧の中で1番の祈祷術の使い手。天然かつ寛容で、好奇心旺盛。趣味は昼寝らしい。学校では合気柔術部に所属。かなり強いらしく、原作では成績も6人の中でトップ。ただし、教えるのは非常に下手で、いわゆる天才型。姉・京から厳しく育てられたせいか、姉にコンプレックスがあり、その想いをさくらと陽に重ねている様子。
MSでもその行動に変わりはないが、浄徳がいなくなってますますダラけ癖がひどくなった模様。
Rでは実家に帰らない口実を作る為に姉と共にバーで勤務している。
河原 浄徳（かわはら じょうとく）
声 - 杉山佳寿子
賽洞宗賽円寺の住職兼東統泉高校の副校長。賽洞宗 五聴衆の中でも重要なポストを務める高僧。逸剛とは祖母と孫の関係にある。かつてはかなりの美女だったらしく、現在でも多くの老僧や近所の老霊達のあいだではアイドル的な存在である。尼とは思えぬヘビースモーカーでもある。
旧シリーズ最終回にて碩清流に派手な行動をさせない為、寺の住職をさくらにまかせて本山に戻る。
上野 一希（かずさの かずき）
声 - 真田アサミ
5月30日生まれ、AB型、アニメでは第2シリーズから登場。賽洞宗孝招寺の尼僧見習い、東統泉高等学校1年C組。身長161cm、サイズは上から85/56/83。逸剛の評価は「適乳」。碩清流に属し逸剛の持つ賽禅上人の霊力を陰の霊力へと導こうとする。同じ碩清流の右京・左近の2人と行動を共にするエロテロリスト。原作ではしょっちゅう千歳にキスをしていた。成績優秀らしく、1年生ながら2年の化学の問題をサラサラ解いていた。
逸剛や千歳らの関わり合いなどもあって現在は碩清流を抜け、本山に戻っている。
MSにおいて第一回目から再登場を果たし、逸剛と供に賽円寺の面々の前に姿を現す。本山に戻った後は逸剛と一緒に修行を行っていた様で、すでに霊糸纏衣を自在に実行できるようになっていた。その姿は裸エプロンに褌という異常に露出度が高いが、陽と同じく伝法灌頂は修めていても受明灌頂は修めておらず、霊力を溜めすぎるとSD化してしまう。今後は餓鬼道菩薩の加護を受ける尼僧として賽円寺で一緒に生活することになった。餓鬼道の霊力の修行を始めてから瑞理やさくらと同じく大食漢になったとのこと。
Rでは完全に賽円寺の尼僧となり作務に奔走する。相変わらず逸剛にはベッタリ。
五条 つむぎ（ごじょう つむぎ）
『R』から登場。賽洞宗孝招寺の尼僧見習い。曹洞宗の女子校に通っていた為、男性に免疫が無い。作務は出来るが、それ以外は不得意。逸剛に好意を寄せる。

### その他賽洞宗関係者
天川 京（あまのがわ みやこ）
声 - 三石琴乃
賽洞宗賽澄寺を預る尼僧。賽洞宗の諜報機関でもある蘭（アララギ）のメンバー。春佳の姉。妹以上にナイスボディで、大人のお色気の持ち主。サイズは上から108/60/92。寺の中では肌着一枚でいるなど妹同様に周りを気にしない性格だが、尼としての態度は厳しい。
識 志瑞理（しき しずり）
アニメ未登場。原作では第25話より登場。賽洞宗本山の尼僧であり、五聴衆の1人でもある。相手の目を見ることでその人物の霊力の大きさや陰陽の度合、その気になれば記憶まで読み取ることが可能な「曜天観（ようてんがん）」の持ち主。普段は眼鏡状の仏具によってその能力は制限されている。
逸剛とは本山にいた頃からの幼馴染であり、お互いに「逸くん（いっくん）」「しず姉」と呼び合う仲で、逸剛のことを意識してるのだが、逸剛はただの幼馴染以上には思っていない様子。
身長が驚くほど高いが、プロポーションは、さくら以上雛美未満といった具合。以前は賽円寺で六道の乙女として修行していた（加護と受けていたのは餓鬼道菩薩）。
龍寛（りゅうかん）
声 - 小野大輔
賽洞宗の僧で、蘭（アララギ）のメンバーの一人。神出鬼没でよく周りの人を驚かせる。
陽泉（ようせん）
声 - チョー
賽洞宗 醸泉寺を預る僧。鼻毛のような位置から生える長い鬚が特徴。浄徳を「浄徳嬢」と呼んでいる。聖上人供養法要にも登場したりとちょこちょこ出番がある。
不動 麗（ふどう うらら）
MSより登場の賽円寺OGで京や瑞理の同期。加護を受けていたのは修羅道菩薩。男に見間違えるがほどの貧乳でさらに元ヤンからか柄や口が悪く、さらに酒癖も悪い。逸剛や一希の指導を行っていたが、その指導は二人がおびえるほど厳しいものであった。浄徳の命により賽円寺に現れ、一希以外の六道の尼僧達が自在に霊糸纏衣出来ないことから指導を行い、結果として千歳以外の尼僧が自在に霊糸纏衣が行えるようになった。
野々村 美里（ののむら みさと）
MSより登場の先代六道尼。加護を受けていたのは畜生道菩薩。ウェーブの髪とコンプレックスとしている幼い容姿でまるで犬のような外見をしている。能力は現寮衆の雛美よりも高く位置や状態までも察知することができる。
設楽 智明（しだら ちあき）
MSより登場の先代六道尼。加護を受けていたのは天道菩薩。二十歳過ぎの年齢と外見が全くあっていない幼児体型の持ち主。麗との貧乳対決は賽円寺名物となっていた。

### 碩清流（せきしんりゅう）
賽洞宗の分流の一派。かつて存在していたが一度消滅した節があり、最近になって再び復活した。賽禅上人（さいぜんしょうにん）の霊力や六道の霊力について不信感を抱く高僧達から支持を集めている。河原浄徳自身はこの流派に対して不信感を抱いている。その思想の根源は「煩悩即菩提」。かつて上野一希がここに属していた。
洪厳（こうげん）
声 - 柴田秀勝
碩清流の分流僧正（この流派の最高位）。里中逸剛（とその霊力）を手に入れるために暗躍している。
識 聡理（しき さとり）
碩清流に属する尼僧。志瑞理の実妹であり、先代六道尼の一人でもあった。姉と同じく曜天観の持ち主だが、姉と違い自力で能力を隠すことが出来る。洪厳の右腕として動いているが、思惑はさらに大きい模様。霊や人間を道具と思うなど、冷徹な性格。
善乃（よしの）
碩清流に属する尼僧。動物霊を操る方術僧でもある。言動が乱暴で激情家でもあるため、実力行使に出やすいが、聡理には逆らえない。雛美の実家の寺に流派併合を仕掛けるが、失敗した。
出雲 アキラ（いずも アキラ）
碩清流に属する尼僧。自称中二だが、結子や陽を遥かに凌ぐプロポーションの持ち主。自身才能に恵まれた尼であることに対しての（傲慢に近いほどの）自負を持っており、事実それに見合う霊力を保持している。
右京・左近（うきょう・さこん）
声 - 西本理一（右京）・立花慎之介（左近）
碩清流に属する僧。ピアスをしているのが右京、前髪が前にさがっているのが左近。二人とも下っ端なのか前は一希、今は善乃の付き人みたいな役回りをしている。初期はそこそこ働いていたが、アニメの役回りと重なってほぼ完全にギャグキャラクターと化している。

### その他複数回登場している人物
卯月 みゆき（うづき みゆき）
アニメ未登場。十数年前の3月に10歳で他界した少女。まだ成仏せず浮遊霊となっている。なぜか霊体なのに十数年で大人に成長していた。千歳と雛美に女の特訓と「したいことをできるうちに」ということを説く。
新シリーズにおいて毎年雛壇を飾り続ける両親を見て成仏を決意。一時期荒魂に取り付かれたが、逸剛と千歳の手により成仏した。
初代さん（しょだいさん）
声 - 稲田徹
逸剛達が通う東統泉高等学校にいる霊。漫画では初代学長だが、アニメでは初代生徒会長となっている。毎年新年度に現れては新入生にセクハラする不良霊。京や瑞理達先代六道尼が高校生の時にも登場するなど、昔から生息していた模様。アニメではさらに犬のマスクを被ったプロレスラーの変装をした。
MSにおいても今度は墓前に落ちていた宝珠を拾い食いして荒魂化し、若かりし頃の姿で実体化して登場。そして新入生及び賽円寺の面々（結子除く）にセクハラ行為を行うが、陽と一希のダブル霊糸纏衣により今年も成仏する。
柳（やなぎ）
声 - 羽多野渉
アニメ版のみ登場（1期・2期とも）。数十年前（？）に東統泉高校の生徒だったが、在学中に亡くなったと思われる。雛美に似た女子に好意を寄せていた。そのため現世においても雛美に片思いするが0.3秒でフラれる。惚れやすい性格なのか、その後も何人かに惚れている。逸剛や一希に何度も昇天させられるも、その都度浮遊霊として戻ってくるしつこさと、煩悩での巨大化や一希の結界を破壊出来る程度の力をもっている。巨乳好きで逸剛とはウマが合うらしく、共に覗きを行ったり相談をもちかけたりしている。

## 専門用語
賽禅上人（さいぜんしょうにん）の霊力（ちから）
賽洞宗の開祖である賽禅上人が持っていた強力な霊力であり、現在里中逸剛の阿頼耶識に宿る霊力である。逸剛自身はこれを自身の意思で扱うことは出来ず、ほとんど煩悩で暴発するような形で発揮される。ただ、このような霊力の発揮は霊力を宿す者を白晨王（びゃくしんのう）に変えてしまい、この世に悪影響を及ぼすことになる（具体的には人心操作を行えるようになり、それによって戦乱などが引き起こされる）。河原浄徳はそれを防ぐために逸剛を賽円寺に呼んだといった経緯がある。この霊力は半分になっており、残りは魔羅火と呼ばれる陰の力そのもののため、数年に一度行う聖上人供養法要によって本寺の近くのダムの底に封印してある。作品中これを使うことが出来る者は賽洞宗だけでなくこの世界をどうにかできてしまう。碩清流がこの力を狙っている。
六道（りくどう）の霊力
賽円寺で修行する6人の尼僧達が持つ霊力を指し、それぞれの加護を受ける菩薩たちの霊力を扱うことができる。6人全員がそれぞれの力を使えるようになることで里中逸剛の霊力を菩提へと向かわせることが可能となる。
ただし、その力に関しては成長段階（ステージ）（正確には灌頂と表現されるのだが、さくらはこう呼んでいる）が存在し、それぞれの段階によって使える霊力が限られる。
結縁（けちえん）灌頂（ステージ1）
霊力の中に負の感情（原作では陰の相と表現）が含まれている状態。この状態のままだと霊力を発揮できず、使った者はその霊力に取り込まれる恐れがある。初期の陽はこの段階で霊力を使うことが出来たが、他の5人にはこの段階では霊力を扱えない。
受明（じゅみょう）灌頂（ステージ2）
陰の相を取り除いた状態。この状態になると霊力を多少使えるようになり、また力に取り込まれる心配がなくなる。この段階に到達するには並のことでは出来ないらしいのだが、やり方についてはバラバラで決まっていない。また、中にはこの段階を一足飛びしてステージ3にいってしまう者もいたりする。
伝法（でんぽう）灌頂（ステージ3）
この段階に到達すると霊力を自在に使えるようになる。この段階に到達している者は浮遊霊程度ならば苦もなく成仏させることが可能になる。この段階になる直前には大体自分たちの守護菩薩と出会っているようである。また、この段階にいたると菩提の芒郭を出せるようになる（通称菩提解放）。
維心（いしん）灌頂（ステージ4）
この段階については到達した者がいないため、どのような状態になるのかわかっていない。また、どのようなことで到達できるかについても不明の段階。
霊糸纏衣（りょうしてんい）
菩提の芒郭を発露させた尼僧が賽禅上人の霊力を加えて同調（シンクロ）することにより発動される。これが真の六道の霊力でもある。姿は賽禅の意識の顕現に左右されるため、この状態になると逸剛の煩悩により強制的にコスプレっぽい格好になる（状況によってはそのコスプレも学ランブルマーやアイドル風など様々なバリエーションあり）。また同時に守護菩薩が現世に降臨する（ただし菩薩の姿は本人の霊力の大きさに比例した大きさになる）。

## 書誌情報
あまえないでよっ!!
1. 2004年3月25日発売、ISBN 4-8470-3467-8
2. 2004年9月25日発売、ISBN 4-8470-3481-3
3. 2005年3月25日発売、ISBN 4-8470-3496-1
4. 2005年7月25日発売、ISBN 4-8470-3510-0
5. 2006年1月25日発売、ISBN 4-8470-3536-4
6. 2006年7月25日発売、ISBN 4-8470-3558-5
7. 2007年2月24日発売、ISBN 978-4-8470-3591-3

あまえないでよっ!! MS
1. 2007年7月25日発売、ISBN 978-4-8470-3605-7
2. 2008年1月25日発売、ISBN 978-4-8470-3626-2
3. 2008年5月24日発売、ISBN 978-4-8470-3637-8
4. 2008年10月25日発売、ISBN 978-4-8470-3660-6
5. 2009年3月25日発売、ISBN 978-4-8470-3679-8
6. 2009年8月25日発売、ISBN 978-4-8470-3693-4

あまえないでよっ!! R
1. 2016年2月25日発売、ISBN 978-4-8470-3973-7

## アニメ
第1期は2005年7月1日から9月16日にかけてAT-Xほかにて放送された。
第2期は『あまえないでよっ!!喝!!』として2006年1月4日から3月22日にかけてAT-Xほかにて放送された。

### スタッフ
第1期、第2期共通。
- 原作 - ボヘミアンK（原作協力）、宗我部としのり（漫画）
- 監督 - 元永慶太郎
- シリーズ構成 - 上江洲誠
- キャラクターデザイン - 堀井久美
- プロップデザイン - 印玄、森下昇吾
- 美術監督 - 長谷川弘行
- 色彩設定 - 松本真司
- 撮影監督 - 近藤慎与
- 編集 - 松村正宏
- 音響監督 - 蝦名恭範
- 音楽 - 岩崎文紀
- プロデューサー - 濱田啓路、藤原麻千子
- アニメーションプロデューサー - 飯嶋浩次
- アニメーション制作 - スタジオディーン
- 製作 - AT-X、VAP、ワニブックス

### 主題歌
あまえないでよっ!!
オープニングテーマ「あふれてゆくのはこの気持ち」
作詞・作曲 - 山田稔明 / 編曲 - 山田稔明、上野洋 / 歌 - あまえ隊っ!!（中原麻衣、樋口智恵子、川上とも子、寺田はるひ、新谷良子、渡辺明乃）
エンディングテーマ「Happy days」
作詞・作曲 - 山田稔明 / 編曲 - 山田稔明、上野洋 / 歌 - 千歳（中原麻衣）
あまえないでよっ!!喝!!
オープニングテーマ「あまえないでよっ!!」
作詞・作曲 - 山田稔明 / 編曲 - 山田稔明、上野洋 / 歌 - あまえ隊っ!!（中原麻衣、樋口智恵子、川上とも子、寺田はるひ、新谷良子、渡辺明乃、真田アサミ）
エンディングテーマ「Lonesome Traveler」
作詞・作曲 - 山田稔明 / 編曲 - 山田稔明、上野洋 / 歌 - 千歳（中原麻衣）

### 各話リスト
| 話数                   | サブタイトル         | 脚本               | 絵コンテ                      | 演出               | 作画監督                 | 初放送日           |                    |                    |                    |                    |                    |                    |                    |                    |                    |                    |                    |                    |                    |                    |                    |                    |                    |                    |
| あまえないでよっ!!     | あまえないでよっ!!   | あまえないでよっ!! | あまえないでよっ!!            | あまえないでよっ!! | あまえないでよっ!!       | あまえないでよっ!! | あまえないでよっ!! | あまえないでよっ!! | あまえないでよっ!! | あまえないでよっ!! | あまえないでよっ!! | あまえないでよっ!! | あまえないでよっ!! | あまえないでよっ!! | あまえないでよっ!! | あまえないでよっ!! | あまえないでよっ!! | あまえないでよっ!! | あまえないでよっ!! | あまえないでよっ!! | あまえないでよっ!! | あまえないでよっ!! | あまえないでよっ!! | あまえないでよっ!! |
| ---------------------- | -------------------- | ------------------ | ----------------------------- | ------------------ | ------------------------ | ------------------ | ------------------ | ------------------ | ------------------ | ------------------ | ------------------ | ------------------ | ------------------ | ------------------ | ------------------ | ------------------ | ------------------ | ------------------ | ------------------ | ------------------ | ------------------ | ------------------ | ------------------ | ------------------ |
| 1                      | 覚醒かせないでよっ!! | 上江洲誠           | 元永慶太郎                    | 元永慶太郎         | 堀井久美                 | 2005年 7月1日      |                    |                    |                    |                    |                    |                    |                    |                    |                    |                    |                    |                    |                    |                    |                    |                    |                    |                    |
| 2                      | 夜遊ばないでよっ!!   | 上江洲誠           | 吉田俊司                      | 吉田俊司           | 波風立流                 | 7月8日             |                    |                    |                    |                    |                    |                    |                    |                    |                    |                    |                    |                    |                    |                    |                    |                    |                    |                    |
| 3                      | 覗かないでよっ!!     | 木村暢             | こでらかつゆき                | 則座誠             | 山本佐和子               | 7月15日            |                    |                    |                    |                    |                    |                    |                    |                    |                    |                    |                    |                    |                    |                    |                    |                    |                    |                    |
| 4                      | 怯えないでよっ!!     | 根元歳三           | 元永慶太郎                    | 秋田谷典昭         | 鷲北恭太                 | 7月22日            |                    |                    |                    |                    |                    |                    |                    |                    |                    |                    |                    |                    |                    |                    |                    |                    |                    |                    |
| 5                      | コスらないでよっ!!   | 上江洲誠           | 又野弘道                      | 又野弘道           | 井上善勝                 | 7月29日            |                    |                    |                    |                    |                    |                    |                    |                    |                    |                    |                    |                    |                    |                    |                    |                    |                    |                    |
| 6                      | 変身わらないでよっ!! | 根元歳三           | 吉田俊司                      | 吉田俊司           | 森本浩文                 | 8月5日             |                    |                    |                    |                    |                    |                    |                    |                    |                    |                    |                    |                    |                    |                    |                    |                    |                    |                    |
| 7                      | 探さないでよっ!!     | 木村暢             | こでらかつゆき                | 岡本英樹           | 青山まさのり 森本浩文    | 8月12日            |                    |                    |                    |                    |                    |                    |                    |                    |                    |                    |                    |                    |                    |                    |                    |                    |                    |                    |
| 8                      | 告白らないでよっ!!   | 高田直樹 上江洲誠  | こでらかつゆき                | 則座誠             | 山本佐和子               | 8月19日            |                    |                    |                    |                    |                    |                    |                    |                    |                    |                    |                    |                    |                    |                    |                    |                    |                    |                    |
| 9                      | 歌わないでよっ!!     | 上江洲誠           | 秋田谷典昭                    | 秋田谷典昭         | 堀井久美 服部憲知 笠原彰 | 8月26日            |                    |                    |                    |                    |                    |                    |                    |                    |                    |                    |                    |                    |                    |                    |                    |                    |                    |                    |
| 10                     | 濡らさないでよっ!!   | 根元歳三           | 吉田俊司                      | 吉田俊司           | 森本浩文                 | 9月2日             |                    |                    |                    |                    |                    |                    |                    |                    |                    |                    |                    |                    |                    |                    |                    |                    |                    |                    |
| 11                     | 焦らさないでよっ!!   | 木村暢             | 又野弘道                      | 又野弘道           | 小山知洋                 | 9月9日             |                    |                    |                    |                    |                    |                    |                    |                    |                    |                    |                    |                    |                    |                    |                    |                    |                    |                    |
| 12                     | 覚醒めないでよっ!!   | 上江洲誠           | 元永慶太郎                    | 元永慶太郎         | 堀井久美 森本浩文        | 9月16日            |                    |                    |                    |                    |                    |                    |                    |                    |                    |                    |                    |                    |                    |                    |                    |                    |                    |                    |
| 特別編                 | 休まないでよっ!!     | 上江洲誠           | そえたかずひろ こでらかつゆき | 西村大樹           | 工藤柾輝 梶浦紳一郎      | 未放送             |                    |                    |                    |                    |                    |                    |                    |                    |                    |                    |                    |                    |                    |                    |                    |                    |                    |                    |
| あまえないでよっ!!喝!! |                      |                    |                               |                    |                          |                    |                    |                    |                    |                    |                    |                    |                    |                    |                    |                    |                    |                    |                    |                    |                    |                    |                    |                    |
| 1                      | 誘惑わないでよっ!!   | 上江洲誠           | 元永慶太郎                    | 秋田谷典昭         | 堀井久美                 | 2006年 1月4日      |                    |                    |                    |                    |                    |                    |                    |                    |                    |                    |                    |                    |                    |                    |                    |                    |                    |                    |
| 2                      | 扇がないでよっ!!     | 上江洲誠           | こでらかつゆき                | 吉田俊司           | 山本佐和子               | 1月11日            |                    |                    |                    |                    |                    |                    |                    |                    |                    |                    |                    |                    |                    |                    |                    |                    |                    |                    |
| 3                      | 復活らないでよっ!!   | 木村暢             | 則座誠                        | 則座誠             | 森本浩文                 | 1月18日            |                    |                    |                    |                    |                    |                    |                    |                    |                    |                    |                    |                    |                    |                    |                    |                    |                    |                    |
| 4                      | ハニワないでよっ!!   | 根元歳三           | 又野弘道                      | 又野弘道           | 井上善勝                 | 1月25日            |                    |                    |                    |                    |                    |                    |                    |                    |                    |                    |                    |                    |                    |                    |                    |                    |                    |                    |
| 5                      | 堕ちないでよっ!!     | 上江洲誠           | こでらかつゆき                | 則座誠             | 青山まさのり             | 2月1日             |                    |                    |                    |                    |                    |                    |                    |                    |                    |                    |                    |                    |                    |                    |                    |                    |                    |                    |
| 6                      | 迷わないでよっ!!     | 上江洲誠           | こでらかつゆき                | 石倉賢一           | 平山円                   | 2月8日             |                    |                    |                    |                    |                    |                    |                    |                    |                    |                    |                    |                    |                    |                    |                    |                    |                    |                    |
| 7                      | サカらないでよっ!!   | 木村暢             | 吉田俊司                      | 吉田俊司           | 森本浩文                 | 2月15日            |                    |                    |                    |                    |                    |                    |                    |                    |                    |                    |                    |                    |                    |                    |                    |                    |                    |                    |
| 8                      | 玉子らないでよっ!!   | 根元歳三           | こでらかつゆき                | 元永慶太郎         | 山本佐和子               | 2月22日            |                    |                    |                    |                    |                    |                    |                    |                    |                    |                    |                    |                    |                    |                    |                    |                    |                    |                    |
| 9                      | 泣かないでよっ!!     | 根元歳三           | 又野弘道                      | 又野弘道           | 小山知洋                 | 3月1日             |                    |                    |                    |                    |                    |                    |                    |                    |                    |                    |                    |                    |                    |                    |                    |                    |                    |                    |
| 10                     | いじらないでよっ!!   | 木村暢             | 森下昇吾                      | 吉田俊司           | 土橋昭人                 | 3月8日             |                    |                    |                    |                    |                    |                    |                    |                    |                    |                    |                    |                    |                    |                    |                    |                    |                    |                    |
| 11                     | あまえないでよっ!!   | 上江洲誠           | こでらかつゆき                | 石倉賢一           | 森本浩文                 | 3月15日            |                    |                    |                    |                    |                    |                    |                    |                    |                    |                    |                    |                    |                    |                    |                    |                    |                    |                    |
| 12                     | 終わらないでよっ!!   | 上江洲誠           | 元永慶太郎                    | 元永慶太郎         | 堀井久美 平山円          | 3月22日            |                    |                    |                    |                    |                    |                    |                    |                    |                    |                    |                    |                    |                    |                    |                    |                    |                    |                    |
| 特別編                 | ダマされないでよっ!! | 根元歳三           | 元永慶太郎                    | 則座誠             | 森本浩文 山本佐和子      | 未放送             |                    |                    |                    |                    |                    |                    |                    |                    |                    |                    |                    |                    |                    |                    |                    |                    |                    |                    |

### 放送局
| 放送地域               | 放送局             | 放送期間                | 放送日時           | 放送系列           | 備考               |
| あまえないでよっ!!     | あまえないでよっ!! | あまえないでよっ!!      | あまえないでよっ!! | あまえないでよっ!! | あまえないでよっ!! |
| ---------------------- | ------------------ | ----------------------- | ------------------ | ------------------ | ------------------ |
| 日本全域               | AT-X               | 2005年7月1日 - 9月16日  | 金曜 10:00 - 10:30 | CS放送             | リピート放送あり   |
| 和歌山県               | テレビ和歌山       | 2005年7月2日 - 9月17日  | 土曜 24:25 - 24:55 | 独立UHF局          |                    |
| 岐阜県                 | 岐阜放送           | 2005年7月5日 - 9月20日  | 火曜 25:40 - 26:10 | 独立UHF局          |                    |
| 埼玉県                 | テレビ埼玉         | 2005年7月6日 - 9月21日  | 水曜 25:30 - 26:00 | 独立UHF局          |                    |
| 奈良県                 | 奈良テレビ         | 2005年7月6日 - 9月21日  | 水曜 25:40 - 26:10 | 独立UHF局          |                    |
| 千葉県                 | ちばテレビ         | 2005年7月6日 - 9月21日  | 水曜 26:05 - 26:35 | 独立UHF局          |                    |
| 滋賀県                 | びわ湖放送         | 2005年7月7日 - 9月22日  | 木曜 25:15 - 25:45 | 独立UHF局          |                    |
| 東京都                 | TOKYO MX           | 2007年1月12日 - 3月30日 | 金曜 23:30 - 24:00 | 独立UHF局          |                    |
| あまえないでよっ!!喝!! |                    |                         |                    |                    |                    |
| 日本全域               | AT-X               | 2006年1月4日 - 3月22日  | 水曜 11:00 - 11:30 | CS放送             | リピート放送あり   |
| 埼玉県                 | テレビ埼玉         | 2006年1月7日 - 3月25日  | 土曜 23:45 - 24:15 | 独立UHF局          |                    |
| 和歌山県               | テレビ和歌山       | 2006年1月7日 - 3月25日  | 土曜 24:25 - 24:55 | 独立UHF局          |                    |
| 千葉県                 | ちばテレビ         | 2006年1月7日 - 3月25日  | 土曜 26:05 - 26:35 | 独立UHF局          |                    |
| 岐阜県                 | 岐阜放送           | 2006年1月10日 - 3月28日 | 火曜 25:40 - 26:10 | 独立UHF局          |                    |
| 奈良県                 | 奈良テレビ         | 2006年1月11日 - 3月29日 | 水曜 25:40 - 26:10 | 独立UHF局          |                    |
| 三重県                 | 三重テレビ         | 2006年1月11日 - 3月29日 | 水曜 26:55 - 27:25 | 独立UHF局          | 1期は未放送        |
| 滋賀県                 | びわ湖放送         | 2006年1月12日 - 3月30日 | 木曜 25:20 - 25:50 | 独立UHF局          |                    |
| 東京都                 | TOKYO MX           | 2007年4月6日 - 6月22日  | 金曜 23:30 - 24:00 | 独立UHF局          |                    |

※あまえないでよっ!!喝!!全話が、スカパーPPVパーフェクトチョイスで放映された。
補足
過激なシーンが多いため、一部のシーンを修正して放送された局があったり、AT-Xでは視聴年齢制限を掛けている（第2期「喝!!」のみ。初回放送は2話以降から。再放送は1話から）。
TOKYO MXでの第1期最終回放送の際、本編終了後のCM明けで15秒程度何も映らない放送事故が起きた。
バンダイチャンネルでも配信されている。

### 関連商品

#### 映像商品
| 巻数                   | 発売日             | 収録話数           | 規格品番           | 規格品番           |
| 巻数                   | 発売日             | 収録話数           | 初回版             | 通常版             |
| あまえないでよっ!!     | あまえないでよっ!! | あまえないでよっ!! | あまえないでよっ!! | あまえないでよっ!! |
| ---------------------- | ------------------ | ------------------ | ------------------ | ------------------ |
| vol.1                  | 2005年8月24日      | 第1話 - 第2話      | VPBY-12355         | VPBY-12345         |
| vol.2                  | 2005年9月22日      | 第3話 - 第5話      | N/A                | VPBY-12346         |
| vol.3                  | 2005年10月21日     | 第6話 - 第8話      | N/A                | VPBY-12347         |
| vol.4                  | 2005年11月23日     | 第9話 - 第11話     | N/A                | VPBY-12348         |
| vol.5                  | 2005年12月21日     | 第12話 - 特別編    | N/A                | VPBY-12349         |
| あまえないでよっ!!喝!! |                    |                    |                    |                    |
| vol.1                  | 2006年2月22日      | 第1話 - 第2話      | VPBY-12356         | VPBY-12350         |
| vol.2                  | 2006年3月24日      | 第3話 - 第5話      | N/A                | VPBY-12351         |
| vol.3                  | 2006年4月26日      | 第6話 - 第8話      | N/A                | VPBY-12352         |
| vol.4                  | 2006年5月24日      | 第9話 - 第11話     | N/A                | VPBY-12353         |
| vol.5                  | 2006年6月21日      | 第12話 - 特別編    | N/A                | VPBY-12354         |

#### 音楽商品
| 商品名                                 | 発売日           | 規格品番         |
| サウンドトラック                       | サウンドトラック | サウンドトラック |
| -------------------------------------- | ---------------- | ---------------- |
| あまえないでよっ!! さんとら夏盤        | 2005年7月21日    | VPCG-84824       |
| あまえないでよっ!! さんとら冬盤        | 2006年1月25日    | VPCG-84826       |
| キャラクターソング                     |                  |                  |
| あまえないでよっ!! はっぴぃ☆くりすます | 2005年11月2日    | VPCG-84825       |
| あまえないでよっ !!きゃらそんDE渇っ!!  | 2006年3月15日    | VPCG-84827       |

| TOKYO MX 金曜23:30枠 | TOKYO MX 金曜23:30枠                                     | TOKYO MX 金曜23:30枠     |
| 前番組               | 番組名                                                   | 次番組                   |
| -------------------- | -------------------------------------------------------- | ------------------------ |
| -                    | あまえないでよっ!! ↓ あまえないでよっ!!喝!! （アニメ枠） | 時空警察ヴェッカーシグナ |

## ラジオ
あまえないでよっ!!ラジオ
- 配信期間：2005年4月〜11月
- パーソナリティ
  - 第1回：中原麻衣
  - 第2回：中原麻衣、鈴木千尋
  - 第3回：鈴木千尋、川上とも子
  - 第4回：川上とも子、樋口智恵子
  - 第5回：樋口智恵子、渡辺明乃
  - 第6回：渡辺明乃、寺田はるひ
  - 第7回：寺田はるひ、新谷良子
  - 第8回：新谷良子

あまえないでよっ!! 陽のえんま帳 with 小鬼
- 配信期間：2005年11月〜2006年1月
- パーソナリティ：新谷良子
- ゲスト
  - 第1回：寺田はるひ
  - 第2回：渡辺明乃
  - 第3回：樋口智恵子
  - 第4回：川上とも子
  - 第5回：中原麻衣
  - 第6回：真田アサミ

一希のあまえていいよっ!!
- 配信期間：2006年2月〜4月
- パーソナリティ：真田アサミ
- ゲスト
  - 第1回：寺田はるひ
  - 第2回：川上とも子
  - 第3回：新谷良子
  - 特別編：寺田はるひ、川上とも子、宗我部としのり
  - 第4回：樋口智恵子
  - 第5回：渡辺明乃
  - 第6回：中原麻衣

さくらのお悩み相談室
- 配信期間：2006年4月〜6月
- パーソナリティ：寺田はるひ
- ゲスト
  - 第1回：新谷良子
  - 第2回：樋口智恵子
  - 第3回：真田アサミ
  - 第4回：渡辺明乃
  - 第5回：川上とも子
  - 第6回：中原麻衣